# 김동은 (야구인)
김동은(金東銀.  1990년 11월 13일~2021년 12월 1일)은 대한민국의 전직 야구 선수이다. KBO 리그 KT 위즈에서 내야수로 활동했다. 개명 전 이름은 김선민(金先珉)이다.

## 한국 프로야구 시절

### 삼성 라이온즈시절
2010년에 입단하였다.

## 한국 독립야구 시절

### 고양 원더스시절
2013년에 입단하였다.

## 한국 프로야구 복귀

### KT 위즈시절
2014년에 입단하였다.

## 야구선수 은퇴 후, 그리고 사망
2019년부터 유소년 및 사회인 야구교실 코치로 활동했다. 2021년 11월 30일 오후 11시 40분 교통사고로 인해 병원 이송 중 12월 1일 향년 31세로 사망했다.

## 출신 학교
- 대구율하초등학교
- 경상중학교
- 대구고등학교

## 통산 기록
| 연도 | 팀명   | 경기 | 타수 | 타율  | 득점 | 안타 | 2루타 | 3루타 | 홈런 | 루타 | 타점 | 도루 | 도실 | 볼넷 | 사구 | 삼진 | 병살 | 실책 |
| ---- | ------ | ---- | ---- | ----- | ---- | ---- | ----- | ----- | ---- | ---- | ---- | ---- | ---- | ---- | ---- | ---- | ---- | ---- |
| 2015 | KT     | 23   | 35   | 0.429 | 2    | 15   | 2     | 0     | 0    | 17   | 3    | 1    | 0    | 2    | 0    | 6    | 0    | 4    |
| 2016 | KT     | 32   | 50   | 0.220 | 7    | 11   | 0     | 0     | 0    | 11   | 2    | 3    | 1    | 10   | 1    | 14   | 3    | 1    |
| 통산 | 2 시즌 | 55   | 85   | 0.306 | 9    | 26   | 2     | 0     | 0    | 28   | 5    | 4    | 1    | 12   | 1    | 20   | 3    | 5    |